# Popstar (film)
Popstar è un film del 2005 diretto da Richard Gabai, con protagonista il cantante Aaron Carter.

## Trama
J.D. McQueen è un giovane cantante di successo, iscritto dai genitori ad una scuola pubblica per migliorare i propri voti. J.D. rischia infatti di essere bocciato e in più di perdere l'occasione di partecipare ad un'importante tournée estiva che potrebbe decidere il suo destino nel mondo della musica. Il suo Manager Grant gli consiglia di trovare una ragazza che lo possa aiutare. Lui senza pensarci va a far visita alla ragazza più brava della classe: Jane Brighton, la quale è una grandissima fan di J.D. Pian piano iniziano a diventare amici ma la ragazza inizia a pensare di non esser adatta ad un ragazzo così famoso e meraviglioso come lui. J.D. inizia ad innamorarsi di lei però durante il test di ingresso all'università, siccome ha paura dei test, copia da Jane e lei se ne accorge; lei nonostante l'errore di lui cerca di aiutarlo e si mette d'accordo con il professor Brighton per fargli rifare il test e quando va a casa sua per dirgli la buona notizia la madre di lui le dice che J.D. stava andando da suo padre a New York ma con una telefonata la madre riesce a far andare J.D. a scuola e quindi a rifare il test nel suo posto speciale. Intanto l'amore tra i due cresce e finalmente si fidanzano ufficialmente e il vero Joe McQueen durante il suo concerto le dedica la canzone "One Better". Intanto la ragazza finisce di scrivere la sua storia d'amore che per lei si è realizzata. Per J.D. inizia una storia d'amore e musica con la ragazza che ama.